# أليكس باور
أليكس باور (بالإسبانية: Alix Bauer)‏ هي كاتِبة ومغنية وملحنة وممثلة مكسيكية، ولدت في 16 ديسمبر 1971 في مدينة مكسيكو في المكسيك.

## وصلات خارجية
- أليكس باور على موقع ميوزك برينز (الإنجليزية)
- أليكس باور على موقع ديسكوغز (الإنجليزية)